# Pasaporte costarricense
El pasaporte costarricense es el documento oficial emitido por el gobierno de la República de Costa Rica que identifica al nacional costarricense ante las autoridades de otros países, permitiendo la anotación de entrada y salida a través de puertos, aeropuertos y vías de acceso internacionales. 
Se expide a las personas nacidas en suelo costarricense (que son ciudadanos por defecto) y a los hijos de ciudadanos costarricenses nacidos en el extranjero que se reporten ante la embajada de Costa Rica más cercana (cuyo nacimiento, inmediatamente después de dicho reporte, se inscribe en el Registro Civil). 

## Tipos de pasaporte
- Pasaporte ordinario (azul): Expedido para todos los ciudadanos que desean hacer viajes ordinarios, de negocios o de vacaciones.
- Pasaporte diplomático: Expedido por el Departamento de Pasaportes del Ministerio de Relaciones Exteriores y Culto, en cumplimiento de la Ley reguladora del Otorgamiento de Pasaportes Diplomáticos y de Servicio (N° 7411) y su reglamento (Decreto Ejecutivo 42123-RE).[2]
- Pasaporte de emergencia para nacionales (rojo): Otorgado por las embajadas o consulados de Costa Rica, previa autorización de la Dirección General de Migración y Extranjería.[3]
- Pasaporte o documento de identidad y viaje para personas extranjeras (verde): Expedidos a personas extranjeras que necesitan salir de Costa Rica, cuando no cuentan con representantes diplomáticos o consulares acreditados en el país o cuando por cualquier otra circunstancia no puedan obtener de las autoridades de su país un documento de viaje, incluidas personas que serán deportadas o expulsadas del país. En este pasaporte solo se hace constar la nacionalidad del titular y los datos necesarios para identificarlo.[4]
- Pasaporte o documento de viaje para refugiados, apátridas y asilados políticos (morado): Emitidos según los instrumentos internacionales vigentes y aprobados por Costa Rica.[3]

## Requisitos
El pasaporte costarricense está a disposición de los nacionales que deseen viajar al extranjero. Para obtener un pasaporte se deben cumplir los siguientes requisitos:
- Original de la cédula de identidad costarricense vigente.
- Original del pasaporte costarricense actual. (Si es Renovación)
- Copia de la página de datos biográficos del pasaporte costarricense actual. (Si es Renovación)
- Consignación bancaria por USD $75.00 (setenta y cinco dólares). Se debe presentar los 2 comprobantes de pago originales[6] que emite el banco.
- Cuando la solicitud de nuevo pasaporte es por robo, hurto, extravío o destrucción total, debe presentarse copia de la denuncia ante las autoridades judiciales o policiales o  una declaración jurada (declaración extra juicio) debidamente protocolizada.
- Una fotografía tamaño pasaporte (Anchura: 2en [5 cm], Altura: 2en [5 cm]; Altura de la cabeza (hasta la parte superior del cabello): 1.29en [3,3 cm]; Distancia desde el fondo de la foto hasta la línea del ojo: 1.18en [3 cm]).

Permite también contener los visados de autorización de entrada.

## Visados
A partir del 1 de octubre de 2019, los ciudadanos costarricenses tenían acceso sin visado o con visado a la llegada a 150 países y territorios, lo que sitúa al pasaporte costarricense en el puesto 27 en el mundo y en el primero entre los países de América Central. A partir del 10 de octubre de 2023 los ciudadanos costarricenses necesitan visado antes de entrar a territorio hondureño. en términos de libertad de viaje según el Henley Passport Index.

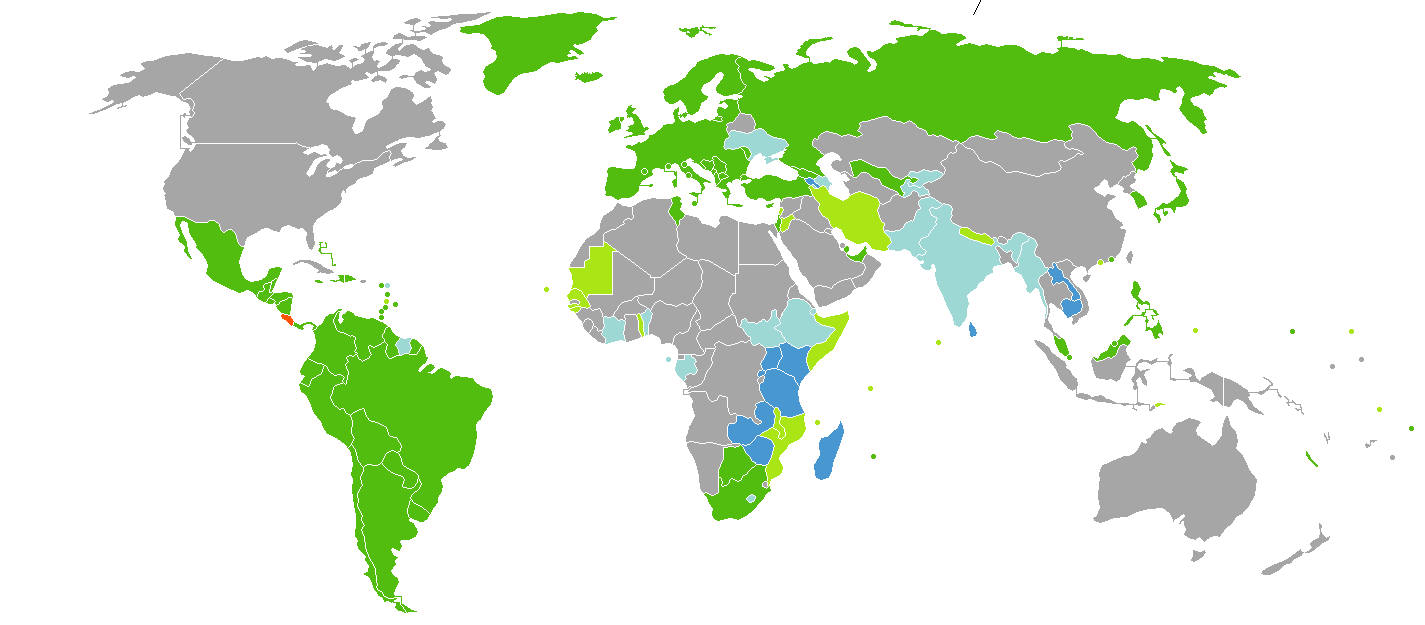
Costa Rica
Sin necesidad de visa
Visa a la llegada
Visa a la llegada o visa electrónica
Visa electrónica
Se requiere visa antes de la llegada

## Galería histórica

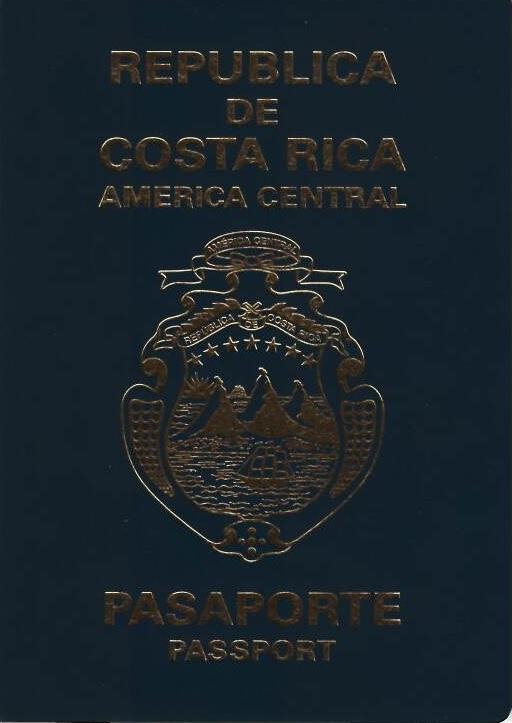
Pasaporte costarricense emitido en 2017
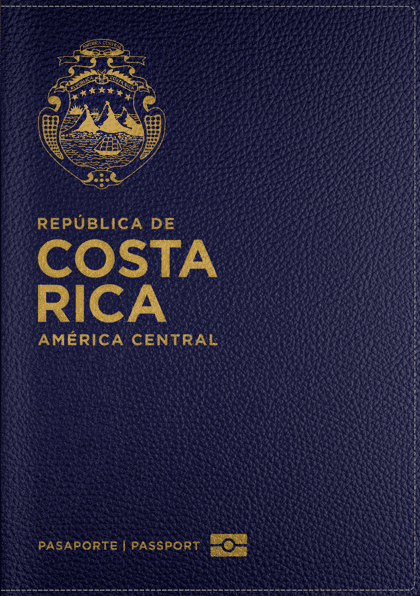
Pasaporte costarricense emitido en 2022